# 상보
상보는 필름 소재를 전문적으로 생산하는 코스닥 상장 업체이다. 제품은 LCD TV용 광학 필름, 자외선 차단을 위해 차량 및 건물의 창에 사용되는 필름, 비디오/CD 등 제품의 손상 방지를 위한 미디어 필름 등의 용도로 사용된다. 매출 구성은 디스플레이 약 87%, 윈도우 약 7%, 미디어 1% 미만이다.
1977년 7월에 설립되었고, 2007년 10월 코스닥에 상장되었다.
LCD LED TV의 성장과 고성능 모바일 기기의 등장으로 광학 필름에 관한 수요는 증가가 지속되어 왔다. 매분기 10억 이상 규모의 흑자를 내 왔다. 다만 2014년 6월에는 키코(KIKO) 손실을 정산하기 위한 일회성 비용으로 순손실 74억을 기록했다.

## 탄소나노튜브 상용화 관련
상보는 꿈의 소재로 불리는 그래핀과 탄소나노튜브(CNT) 등을 이용한 디스플레이를 연구해 왔다. 2014년 7월 30일에는 세계 최초로 탄소나노튜브를 이용한 터치 센서 양산에 들어갔다는 호재 공시를 내면서 주가가 상한가를 기록했다.
그러나 이 공시는 투자자들의 신뢰를 얻지 못하고 주가는 급락하여 최고점인 13,000원 대비 8,000원 가량까지 떨어졌다.
그 이유는, 탄소나노튜브를 상용화하는 기술은 2005년부터도 증시에서 많이 호재 공시로 이용되어 왔으나, 아직 세계 어느 곳에서도 상용화되지 못한 기술이기 때문으로 보인다. 탄소나노튜브는 2014년까지도 상용화에 계속 실패해왔으며 과학자들은 지금까지 그 구조적 특성조차 정확히 파악하지 못하고 있었다.
상보는 탄소나노튜브 터치 센서 양산을 위해 인력을 충원하고 공급량을 기존 2만대 수준에서 10만 대로 늘리겠다고 밝혔다.

## 참고 문헌
1. ↑  상보, 세계 최초 스마트폰 CNT 적용에 상한가 마감, 서울경제 2014.07.30
2. ↑  꿈에 그리던 CNT 양산 성공한 상보..주가는 뒷걸음질, 이데일리 2014.08.12
3. ↑  줄기세포株 쇠락은 나노테마가 메운다 머니투데이 2005.12.19
4. ↑  동아사이언스 - 헉! 원통형이라던 탄소나노튜브가 나선형이라니, KIST 연구진, 탄소나노튜브가 반도체 안 되는 이유 밝혀내, 과학동아 2014년 6월 9일
5. ↑  상보, CNT 공급량 증가…광학필름 사업도 '순항', 머니투데이 2014.09.02